# 愛はブーメラン
「愛はブーメラン」（あいはブーメラン）は、日本の歌手、松谷祐子の3枚目のシングル。1984年1月21日にキャニオン・レコードより発売された。
表題曲は、1984年に公開された劇場アニメ『うる星やつら2 ビューティフル・ドリーマー』の主題歌として制作された。

## 収録曲
| #    | タイトル           | 作詞     | 作曲     | 編曲     |
| ---- | ------------------ | -------- | -------- | -------- |
| A面. | 「愛はブーメラン」 | 三浦徳子 | 松田良   | 清水信之 |
| B面. | 「ねぼけまなこ」   | 松谷祐子 | 矢野顕子 | 後藤次利 |

## カバーした歌手
リリース順。
- 平野文 （1985年）- カバーアルバム『Fumiのラムソング』に収録。
  - 平野のベストアルバムである『SUPER BEST』（1987年）・『平野文 BEST COLLECTION』（2010年）および『うる星やつら』カバーベストアルバム『うる星やつらFOREVER BEST』（1987年）にも本楽曲が収録されている[4][5]。
- 白石稔（2007年） - 「白石みのる」名義。テレビアニメ『らき☆すた』エンディングテーマ[6]。アルバム『白石みのるの男のララバイ』に収録[6]。
- 高橋洋子 （2010年）- コンピレーション・アルバム『20th century Boys & Girls 〜20世紀少年少女〜』に収録[7]。バラエティ番組『戦国鍋TV 〜なんとなく歴史が学べる映像〜』エンディングテーマ。
- MK, puchi （2010年）- コンピレーション・アルバム『EXIT TRANCE PRESENTS SPEED アニメトランス BEST THE MOVIE 2』に収録[8]。アルバムでの曲名は「愛はブーメラン feat.puchi(カバー)」。
- 野水伊織 （2012年） - 「戸田山泉子（野水伊織）」名義。テレビアニメ『えびてん 公立海老栖川高校天悶部』エンディングテーマ。アルバム『THEリスペクト EB10 Vol.2』に収録。
- 阿澄佳奈（2013年） - 「戸田山響子（阿澄佳奈）」名義。テレビアニメ『えびてん 公立海老栖川高校天悶部』エンディングテーマ。DVD特典『Blu-ray版&DVD限定版 第5巻封入特典カラオケ大会CDその5』に収録。